# Chesneya latefoliolata
Chesneya latefoliolata är en ärtväxtart som beskrevs av M.R. Rassulova och Sharipova. Chesneya latefoliolata ingår i släktet Chesneya och familjen ärtväxter. Inga underarter finns listade i Catalogue of Life.